# Hierodulella celebensis
Hierodulella celebensis es una especie de mantis de la familia Mantidae.

## Distribución geográfica
Se encuentra en Sulawesi (Indonesia).